# فرودگاه بین‌المللی سانتا برنردینا
فرودگاه بین‌المللی سانتا برنردینا (به انگلیسی: Santa Bernardina International Airport) (به زبان بومی: Aeropuerto Internacional Santa Bernardina) یک فرودگاه همگانی و نظامی مسافربری با کد یاتا DZO است که یک باند فرود بتن و آسفالت دارد و طول باند آن ۲۲۷۹ متر است. این فرودگاه در شهر دورازنو کشور اروگوئه قرار دارد و در ارتفاع ۹۳ متری از سطح دریا واقع شده است.